# Олд-Філд (Нью-Йорк)
Олд-Філд (англ. Old Field) — селище (англ. village) в США, в окрузі Саффолк штату Нью-Йорк. Населення — 893 особи (2020).

## Географія
Олд-Філд розташований за координатами 40°57′54″ пн. ш. 73°8′45″ зх. д. / 40.96500° пн. ш. 73.14583° зх. д. (40.964990, -73.145952).  За даними Бюро перепису населення США в 2010 році селище мало площу 5,67 км², з яких 5,36 км² — суходіл та 0,31 км² — водойми.

## Демографія
Згідно з переписом 2010 року, у селищі мешкало 918 осіб у 325 домогосподарствах у складі 270 родин. Густота населення становила 162 особи/км².  Було 369 помешкань (65/км²).
Расовий склад населення:
| - 89,8 % — білих - 6,3 % — азіатів - 0,9 % — чорних або афроамериканців - 0,7 % — корінних американців - 1,2 % — осіб інших рас |

До двох чи більше рас належало 1,2 %. Частка іспаномовних становила 2,8 % від усіх жителів.
За віковим діапазоном населення розподілялося таким чином: 22,3 % — особи молодші 18 років, 60,2 % — особи у віці 18—64 років, 17,5 % — особи у віці 65 років та старші. Медіана віку мешканця становила 49,7 року. На 100 осіб жіночої статі у селищі припадало 104,5 чоловіків;  на 100 жінок у віці від 18 років та старших — 100,8 чоловіків також старших 18 років.
Середній дохід на одне домашнє господарство  становив 326 181 долар США (медіана — 208 750), а середній дохід на одну сім'ю — 343 179 доларів (медіана — 227 250). За межею бідності перебувало 5,0 % осіб, у тому числі 5,2 % дітей у віці до 18 років та 3,7 % осіб у віці 65 років та старших.
Цивільне працевлаштоване населення становило 403 особи. Основні галузі зайнятості: освіта, охорона здоров'я та соціальна допомога — 45,9 %, науковці, спеціалісти, менеджери — 12,9 %, фінанси, страхування та нерухомість — 9,2 %, виробництво — 6,2 %.